# Cronicó de Skokloster
El Cronicó de Skokloster (anomenat així en honor del Monestir de Sko, "Sko kloster", Suècia) és el primer de la sèrie de Cronicons Barcinonenses, redactats en la seva majoria en llatí, i que començaren a ser redactats entre el 1149 i el 1153 a l'empara de les gestes militars de Ramon Berenguer IV de Barcelona, Príncep d'Aragó i Comte de Barcelona. Aquest fou redactat abans de l'any 1153 i comprèn el període històric des del 1114 al 1149, amb una al·lusió a la Conquesta de Barshiluna per Carlemany l'any 801.

## Edicions
Fou editat per primera volta el 1970 per Miquel Coll i Alentorn